# I Reporters
I Reporters è una serie a fumetti di Giancarlo Malagutti (testi) e Sergio Zaniboni (disegni) pubblicata sul mensile Orient Express (Isola Trovata) dal 1983. Lo spirito della serie è stato ben interpretato dal critico Franco Fossati che ha scritto: "Secondo gli autori si tratta di telefilm a fumetti; e dei telefilm hanno appunto il ritmo serrato e il dialogo, caratterizzato da frasi brevi e senza fronzoli." Sia gli albi di Orient Express sui quali furono pubblicate le prime quattro avventure che il volume che le ha ristampa nel 2013 fanno parte de The Bruce Springsteen Special Collection presso la Monmouth University del New Jersey (USA) dove il Boss appare come special guest musicale.

## Trama
La serie si sviluppa in blocchi di quattro brevi avventure di 10/12 pagine unite da un filo conduttore. Protagonisti sono due giornalisti di una televisione di San Francisco, Harry Grant e Allen Corsaro. Lavorano prevalentemente sulla costa ovest (ma due lunghe avventure ancora inedite si svolgono in Colombia e in Medio Oriente). Realizzano servizi più che altro di avvenimenti politico-sociali, ma all'occasione non disdegnano quelli di costume. Durante i servizi locali e nei brevi spostamenti terzo protagonista è la bellissima Kay, figlia di Harry.

## Storia editoriale
Della serie vennero realizzati quattro episodi, pubblicati negli anni ottanta sulla rivista Orient Express delle Edizioni L'Isola Trovata. Ha esordito a gennaio 1983. La serie è stata ristampata nel 2013 nel volume the Reporters - Quattro giorni in un'altra città.
Elenco episodi
1. L'attentato: Orient Express n. 7 del gennaio 1983;[4]
2. Per uno scoop: Orient Express n. 8 del febbraio 1983;[5]
3. Un vecchio insolente: Orient Express n. 10 dell'aprile/maggio 1983;[6]
4. Un tipo a posto: Orient Express n. 12 del luglio 1983.[7]